# Cornelia Brader
Cornelia Brader (* 1974 in Memmingen) ist eine deutsche Künstlerin und Bildhauerin.

## Leben
Cornelia Brader wurde 1974 im oberschwäbischen Memmingen geboren. Von 1993 bis 1995 besuchte sie die Staatliche Fachoberschule in Augsburg im Fachbereich Gestaltung. Eine Ausbildung zur Holzbildhauerin an der Fachschule für Holzbildhauerei in Garmisch-Partenkirchen machte sie von 1996 bis 1999. Danach folgten Studienaufenthalte bis zum Jahr 2000. Von 2000 bis 2006 studierte sie freie Kunst und Bildhauerei an der Hochschule für Kunst in Bremen. Meisterschülerin bei Bernd Altenstein in Bremen war sie in der Folge bis 2007. Heute lebt und arbeitet die Künstlerin in Memmingen.

## Preise und Stipendien
- 1999: Leonardo da Vinci-Stipendium für Griechenland
- 2003: DAAD-Stipendium für Bangkok
- 2006: 1. Preis für Skulptur der Landeskunstausstellung des BBK Niedersachsen, Publikumspreis der Landeskunstausstellung des BBK Niedersachsen
- 2007: 3. Preis Junge Kunst 69 vom Kunstverein Heidelberg
- 2012: Publikumspreis der Kunstausstellung im Rahmen der 63. Festwoche Kempten
- 2018: Stadtmalerstipendium Gaildorf, Baden-Württemberg
- 2021: Neustart Kultur, Stipendium der VG-Bildkunst
- 2022: Neustart Kultur, Stipendium der Stiftung Kunstfonds

## Ausstellungen (Auswahl)
- 2011: Identität im globalen Zusammenhang im Kreuzherrensaal in Memmingen
- 2013: Heavenly Creatures, Galerie Kurzparkzone, München
- 2014: Galerie Neuendorf, Memmingen
- 2016: Galerie Uli Lang, Biberach
- 2018: Rathaus Gaildorf
- 2020: Kunstverein Ottobrunn